# Боська-Воля
Боська-Воля (пол. Boska Wola) — село в Польщі, у гміні Стромець Білобжезького повіту Мазовецького воєводства.
Населення — 250 осіб (2011).
У 1975-1998 роках село належало до Радомського воєводства.

## Демографія
Демографічна структура станом на 31 березня 2011 року:
|          | Загалом | Допрацездатний вік | Працездатний вік | Постпрацездатний вік |
| -------- | ------- | ------------------ | ---------------- | -------------------- |
| Чоловіки | 116     | 32                 | 71               | 13                   |
| Жінки    | 134     | 39                 | 68               | 27                   |
| Разом    | 250     | 71                 | 139              | 40                   |